# Homocorpis buckleyi
Homocorpis buckleyi là một loài bọ cánh cứng trong họ Bọ hung (Scarabaeidae).